# Alpaida sevilla
Alpaida sevilla är en spindelart som beskrevs av Levi 1988. Alpaida sevilla ingår i släktet Alpaida och familjen hjulspindlar.
Artens utbredningsområde är Colombia. Inga underarter finns listade i Catalogue of Life.